# Moulins-lès-Metz
Moulins-lès-Metz är en kommun i departementet Moselle i regionen Grand Est (tidigare regionen Lorraine) i nordöstra Frankrike. Kommunen ligger i kantonen Woippy som tillhör arrondissementet Metz-Campagne. År 2022 hade Moulins-lès-Metz 5 161 invånare.

## Befolkningsutveckling
Antalet invånare i kommunen Moulins-lès-Metz
| Referens: INSEE |